# Samnyâsin
Samnyāsin, sannyāsin ou saṃnyāsin (devanāgarī : संन्यासिन् ; « renonçant », synonyme de bhikṣu) est un terme sanskrit qui signifie dans la tradition du sanātana dharma un homme ou une femme qui a reçu l'initiation diksha de son Maître spirituel (guru). Le maître préside la cérémonie d’initiation monastique de sa lignée, officiée par un brahmane (prêtre). Au cours de cette cérémonie devant le feu sacré Agni, le guru donne le nom monastique au novice (généralement le titre Swami, suivi du nom puis de la lignée) ainsi que ses attributs qui sont : le daṇḍa (le bâton de pèlerin), le kamaṇḍalu (le pot à eau), le kaupīnam (la bande d’étoffe qui sert de slip) et le kavi (la robe orange). La cérémonie se termine par le chant du gāyatrī mantra. 
Le sannyāsin mène en principe une vie errante, passant de lieu saint en lieu saint, d’ashram en ashram, renonçant à l'action et consacrant sa vie à la réalisation du Brahman (la réalisation de Soi). Il est « l'homme qui, des profondeurs de son être, ne désire rien, ne projette rien, ne possède rien, qui à l'instar des dieux, vit dans un état de méditation continue de laquelle jaillit une force de rayonnement et d'action inimaginable dans un état humain habituel. »
Le sannyāsin est assez proche du sādhu, le premier étant moine, l’autre ne l’étant pas. Le sannyâsin fait partie d’une lignée, le sādhu d’une tradition. Ils sont considérés comme hors caste. Des Occidentaux sont aussi devenus sannyāsin depuis le milieu du siècle dernier. Actuellement, on y dénombre moins d’une vingtaine de francophones toutes lignées et traditions confondues.[réf. nécessaire]
Le sannyāsa est le quatrième et dernier ashrama de la vie où les désirs et les attachements sont brûlés dans le feu de la connaissance, symbolisé par la robe orange que porte le sannyāsin (litt.: renonçant). Les états précédents étant le brahmachari (novice célibataire) : la période de formation auprès d’un guru, symbolisé par la robe blanche ; le grihastha : la vie mondaine et le vānaprastha (novice marié) : la période d'étude en ermite des écritures sacrées, symbolisé par la robe ocre-jaune. Cette progression est peu observée dans l'Inde moderne.[réf. nécessaire]